# Grenrør
 For alternative betydninger, se Manifold.
Et grenrør (anglicisme manifold), (med fluidretning; forgreningsrør eller samlerør) er et rør som forgrener sig. Ligesom rør leder grenrør fluider - eller mere eller mindre fravær af fluider; næsten vakuum.
Grenrør anvendes mange steder fx i kloakker (kloakforsyningen), nedløbsrør, vandforsyningen, naturgasforsyningen, brændstofforsyning - og i motorer.
Indenfor ingeniørvidenskab findes grenrør også i:
- Grenrør (motor)
  - udstødningsgrenrør - Ved hjælp af et grenrør ledes udstødningen fra cylindrerne ind i et enkelt udstødningsrør.
  - indsugningsgrenrør - Benzin/luftblandningen ledes hen til forbrændingsrummet igennem et indsugningsgrenrør.
- Manifold (scuba) - Grenrøret leder luften fra to trykbeholdere sammen, der under brug sidder på ryggen af SCUBA-dykkere.
- Schlenklinje - Grenrør som fordeler en inaktiv gas - eller næsten vakuum.
- Pibeorgel - typisk anvendt i kirker

Indenfor biologi findes grenrør i:
- Blodkredsløbet
- Lymfesystem
- Åndedrætssystem